# Загородищанський (заказник)
Загородища́нський — гідрологічний заказник місцевого значення у Золотоніському районі Черкаської області.

## Опис
Заказник площею 50,4 га розташовано у долині річки Ірклій біля с. Загородище.
Як об'єкт природно-заповідного фонду створено рішенням Черкаського облвиконкому від 28.11.1979 р. № 597. Землекористувач або землевласник, у віданні якого знаходиться заповідний об'єкт — СКВ «Міжгір'я»..
Заказник є регулятором гідрологічного режиму. Болотна рослинність представлена лісовими фітоценозами (за участю верби білої, верби ламкої, верби попелястої, вільхи чорної. У прибережній смузі очеретно-рогозові, рогозово-осокові асоціації. У місцях, де болото обводнене, поширена вільноплаваюча рослинність за участю ряски малої, ряски триборозенчастої, рдесника плавучого.

## Галерея

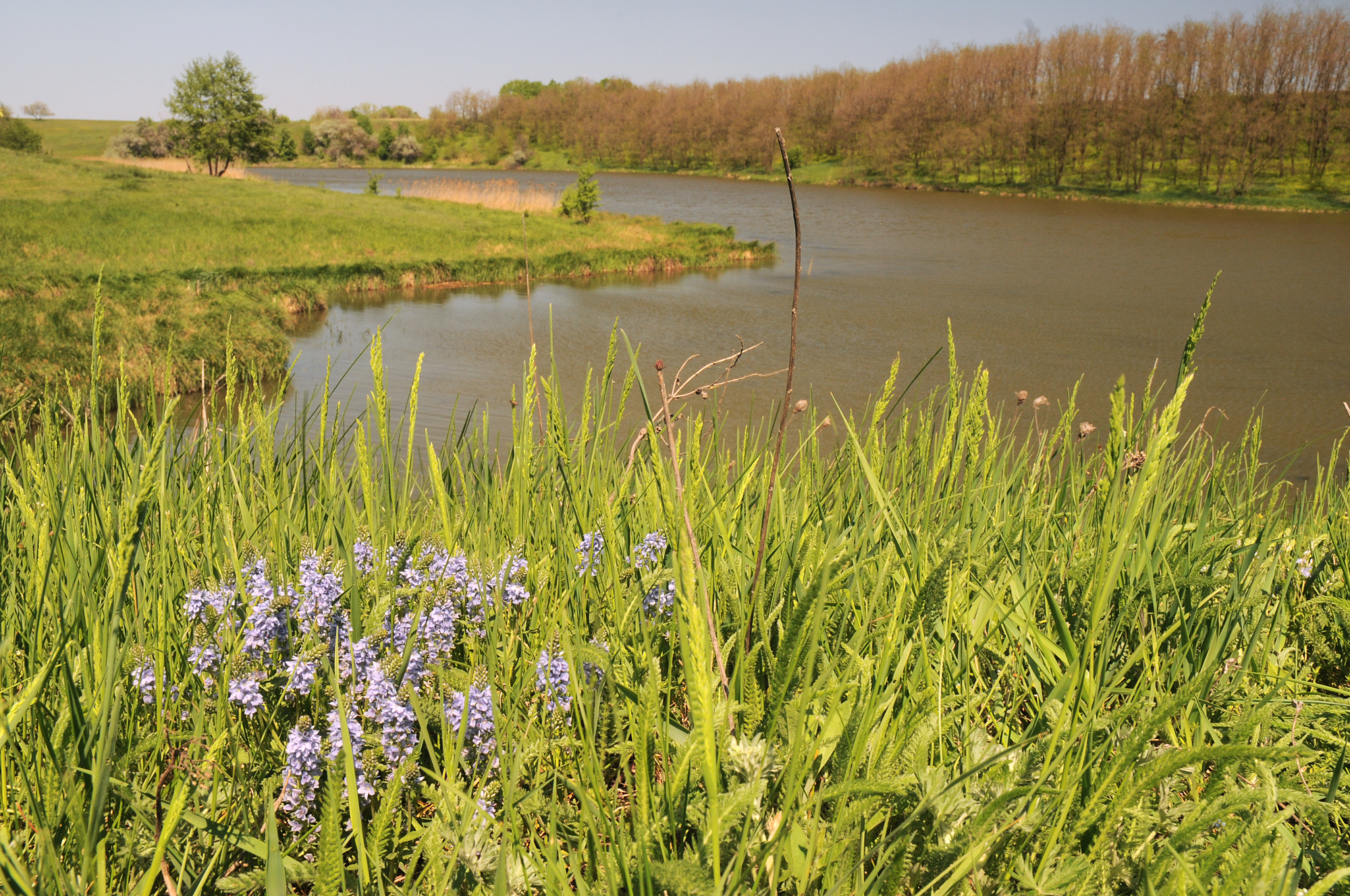